# ハーマイオニー (帆走フリゲート)
ハーマイオニー (HMS Hermione) はイギリス海軍の32門5等帆走フリゲート。ハーマイオニー級フリゲートの1番艦。

## 艦歴

### 前半の艦歴
「ハーマイオニー」は、エドワード・ハントによって設計されたハーマイオニー級フリゲートの1番艦である。1780年3月20日に発注され、同年6月に着工された。1782年9月9日、ブリストルのティーツ造船所で進水した。建造にかかった費用は総額で約16,643ポンドである。
艦長トーマス・ロイドの指揮下で就役した「ハーマイオニー」は、1783年４月に一旦予備艦となった。同月にジョン・ストーンの指揮下で再就役し、10月17日にノバスコシアまで航海し、その後1785年に再び予備艦となった。1790年、ヌートカ危機の際にウィリアム・H・リケッツの指揮下で再就役したとされるが、確証は無い。しかしながら、1790年10月から1792年6月にかけて修理され、1793年1月までチャタム工廠で再艤装処置を受けている。同年12月にジョン・ヒルズの指揮下で再就役し、1793年3月10日にジャマイカ植民地へ向けて出港した。
フランス革命戦争の初期、「ハーマイオニー」は西インド諸島での任務についていた。1794年6月4日、「ハーマイオニー」はイギリス軍のポルトープランス攻撃に兵員輸送船を護衛する小艦隊の旗艦として参加し、死者5名、負傷者6名を出した。この戦いでイギリス軍は港とその周辺を占拠し、多くの商船を鹵獲した。「ハーマイオニー」も7月17日に商船「レディー・ワルターシュタッセ」を鹵獲している。艦長のヒルズは黄熱により1794年9月にポート・ロイヤルで亡くなった。フィリップ・ウィルキンソンが後任となり、1797年2月にヒュー・ピゴットに交代した。
ピゴットは、その時の気分で乗組員を処罰する冷酷な人物だった。前に艦長を務めたフリゲート「サクセス」(HMS Success) では9か月間の在任中に乗組員の半分に相当する85回の鞭打ちを命じ、うち2名がその時の傷がもとで死亡していた。
ピゴットの指揮下でモナ海峡での哨戒任務についた「ハーマイオニー」は、1797年3月22日にプエルトリコで3隻のスペイン私掠船を拿捕・破壊した。同年4月20日、「ハーマイオニー」はフリゲート「マーメイド」(HMS Mermaid)「ケベック」(HMS Quebec) 、スループ「ドレイク」(HMS Drake) 、カッター「ペネロープ」(HMS Penelope) からなる小艦隊の旗艦となった。この艦隊はジャン＝ラベルの海戦で1人の犠牲者も出さずに9隻の敵艦を鹵獲する戦功を挙げた。1797年9月6日にはスループ「ディリジェンス」(HMS Diligence)、フリゲート「レノミー」(HMS Renommee) と共にスペイン軍の部隊を乗せた輸送船を拿捕した。

### 反乱
「ハーマイオニー」での反乱はピゴットが経験豊富な下士官デイヴィッド・ケイシーを解任したことに端を発する。反乱発生の1週間ほど前、ピゴットはケイシーが管轄するメインマストの括帆索の縛り方が悪いとケイシーを叱責した。ケイシーは自らの非を認めて謝罪したが、ピゴットは彼に跪いて謝罪するよう要求した。ケイシーがそれを「紳士にあるまじき屈辱である」として拒否すると、ピゴットは本来は水兵に課す鞭打ち12回の罰を命じ、彼を解任した。ケイシーは水兵たちの間で慕われており、彼らはこの処罰を不当なものと考えた。
またピゴットにはマスト上で作業する掌帆員の中で最も作業の遅い者を鞭打ちにするという習慣があった。1797年9月20日、船がスコールに見舞われた後、彼はトップセイルを広げるよう命じたが、このとき作業を担当した「最も腕利きの掌帆員たち」の作業ぶりが気に入らなかったピゴットは作業を終えて最後にマストから降りた者を鞭打ちに処すよう命じた。この命令にマストの最上部にいた3人の水兵が慌ててマストから降りようとして転落死したが、ピゴットは「のろま供（遺体）を海に放り出せ」と命じた。この侮辱的な扱いに他の船員から非難の声が上がるとピゴットは2人の下士官に彼らを鞭打ちにするよう命じた。
現在では、こうしたピゴットによる乗組員たちへの過剰な処罰や侮辱が重なって彼らは反乱に追い込まれたと考えられている。作家ダドリー・ポープは事件を扱った著書 "The Black Ship" の中で「ピゴットの残酷さが乗組員たちを反乱に追い込んだのではなく、彼の一部の者を優遇し、それ以外を厳しく処遇するという著しい不公平が原因である」とし、「彼がもっと公平な指揮官だったら、反乱は避けられただろう」としている。
1797年9月27日夕刻、盗み出したラム酒をあおった水兵たちは大挙してピゴットの艦長室に押しかけ、ナイフやカットラスで彼を切り刻んで殺害した。他に士官8名と（先述の鞭打ちを実行した）下士官2名も殺害され、遺体は海に捨てられた。
後に開かれた軍法会議に出廷した生存者（下士官）は「反乱者たちの行動は実に野蛮で残忍だった」と証言した。それによると、ピゴットをはじめとする被害者の多くは海に放り出された時まだ生きており、中には瀕死の病人もいた。反乱に加わらなかった多くの乗組員は寝床から出て船の惨状を目の当たりにしても呆然とするばかりで、ピゴットが「サクセス」から連れてきたお気に入りの船員たちも反乱者の行為を積極的に止めようとはしなかった。
3人の准士官（砲術長、船大工、航海長）は船の航行に必要であると判断され、殺害を免れた。彼らはケイシーと共に事件の生き証人となり、その証言は軍法会議でも重要な証拠として採用された。
反乱者たちは報復を避けて「ハーマイオニー」をスペイン領海へと移動させた。船はラ・グアイラへたどり着き、反乱者たちは船をスペイン当局に引き渡した。スペイン側の取り調べに対し、彼らは8年前に起こったバウンティ号の反乱の時の様に士官たちはボートで追放したと嘘をついた。スペイン側は反乱者たちに1人あたり25ドルの礼金を渡しただけで、このままスペイン軍に入るか、重労働に従事するか、船の改造に協力するか決めるよう迫った。スペインは「ハーマイオニー」を「サンタ・セシリア」(Santa Cecilia) と改名し、船に残ることを選んだ乗組員25名を乗せ、スペイン海軍の監視下で運用させた。

### 奪還

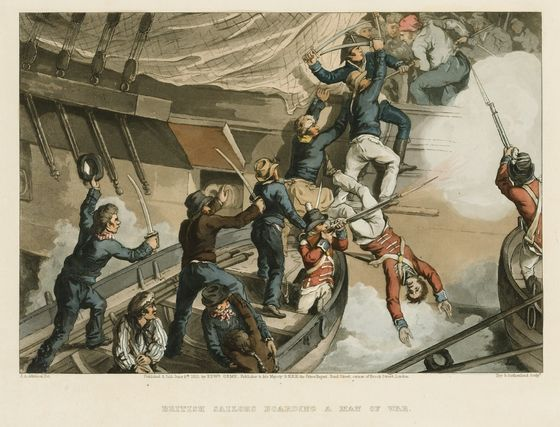
プエルト・カベーリョで「ハーマイオニー」に乗り込む英国水兵（J. A. アトキンソン画）

一方、「ハーマイオニー」での事件の第一報はフリゲート「ディリジェンス」がスペインのスクーナーを拿捕した際にイギリス側に伝わった。ハイド・パーカー大将はスペインのラ・グアイラ総督へ船の返還と反乱者の身柄引き渡しを手紙で要求し、艦長ヘンリー・リケッツ指揮するフリゲート「マジシャンヌ」(HMS Magicienne) を現地に派遣して交渉を始めた。パーカーは情報提供者に賞金を出すと布告し、最終的に反乱に関与した容疑者33名を逮捕し、彼らは戦列艦「ヨーク」(HMS York) とフリゲート「グラディエーター」(HMS Gladiator) で軍法会議にかけられ、24名が絞首刑、1名が流刑、8名が無罪または恩赦により釈放となった。裁判長を務めたリチャード・ロドニー・ブライ大将は被告の内、年老いたピゴットの従者とその12歳の息子ら数名を「武装した反乱者たちに抵抗することは合理的に見て不可能だった」との理由で無罪としたが、ブライはこの件でパーカーの不興を買い、1799年夏に「規律違反」を理由に解任され、イギリス本国へ強制送還された。
「ハーマイオニー（サンタ・セシリア）」は艦長ドン・ラモン・デ・チャラスの指揮下でプエルト・カベーリョに停泊していたが、1799年10月25日、エドワード・ハミルトン率いるフリゲート「サプライズ」(HMS Surprise) によってイギリスに奪還された。ハミルトンは自ら兵を率いて移乗攻撃を敢行し、血みどろの戦いの末に「ハーマイオニー」を奪還し、スペイン軍の砲撃を受けながら港から脱出した。スペイン側は死傷者119名、捕虜231名を出し、海に落ちたり飛び込んだ15名が行方不明となった。イギリス側は11名の負傷者を出し、ハミルトン自身を含む4名が重傷を負ったが、死者は出なかった。
この戦功によってハミルトンは勅許により騎士爵に叙され、1815年1月2日にバス勲章 (KCB) を受章し、1818年10月20日には準男爵に叙爵されている。ジャマイカ植民地議会は彼に300ギニー相当の剣を贈呈し、シティ・オブ・ロンドンは1800年10月25日に名誉市民 (Freedom of the City of London) の称号を贈った。1847年、英国海軍本部は「ハーマイオニー」奪還の功績を賞してハミルトンに海軍黄金メダルを授与し、存命していた7名の襲撃参加者に「Suprise with Hermione」の銘を入れた飾板付きの海軍従軍メダルを授与している。

### イギリス海軍への復帰
ハイド・パーカーは奪還した「ハーマイオニー（サンタ・セシリア）」を「リタリエイション」(HMS Retaleatin) と改名した。「リタリエイション」は1799年後半から1800年にかけてカリブ海で4隻の船を拿捕した。
1800年1月31日、海軍本部は「リタリエイション」を「レトリビューション」(HMS Retribution) と改名。「レトリビューション」は同年9月に艦長サミュエル・フォスターの下でジャマイカにて再就役した。1801年初頭、「レトリビューション」はカンペチェからハバナへ向かっていたスペインのスクーナー船「ラ・リンダ」(La Linda) 、プエルト・カベーリョからニューヨークへ向かっていたアメリカのスクーナー船「シーホース」(Sea Horse) を拿捕し、ジャマイカへ連行している。

### その後
1802年1月の第3週（日付不詳）、「レトリビューション」はポーツマス軍港に入った。その後、トリニティ・ハウスで使用するためウリッジ工廠で484ポンド（2007時点の価値換算で約47,022ポンド）をかけて改修された。船は1805年6月にデトフォードで解体された。